# Apalopteron
Apalopteron is een monotypisch geslacht van zangvogels uit de familie Zosteropidae (brilvogels). 

## Soorten
De enige soort is:
- Apalopteron familiare  – Boninbrilvogel